# Governors Island, Prince Edward Island
Governors Island är en ö i Kanada.   Den ligger i provinsen Prince Edward Island, i den östra delen av landet, 1 000 km öster om huvudstaden Ottawa. Arean är 0,32 kvadratkilometer.